# 洪湖公园

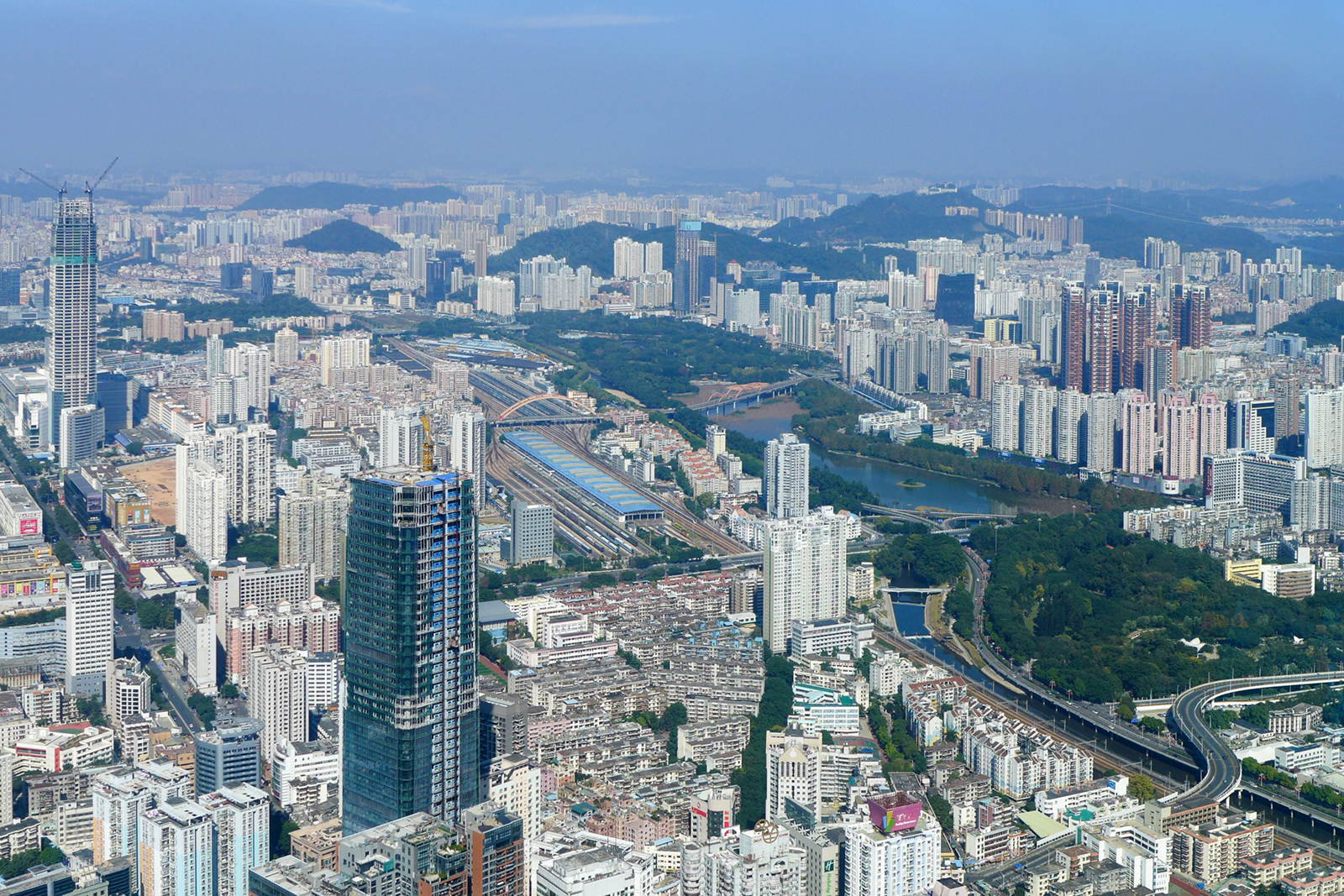
俯瞰洪湖公园（圖右）

洪湖公园，是深圳市罗湖区的一个综合性的公园，属深圳市市级公园。范围东起洪湖东路与文锦北路，西至洪湖西路，南北以笋岗桥和泥岗桥为界。占地面积59.15万平方米，其中陆地面积32.46万平方米，湖面面积26.69万平方米。

## 历史
1984年正式开馆，1987年1月成立洪湖公园管理处。成为一处多功能植物园和科学研究，莲花收集和展示的旅游景点。1987年1月 成立洪湖公园管理处。

## 荷花展

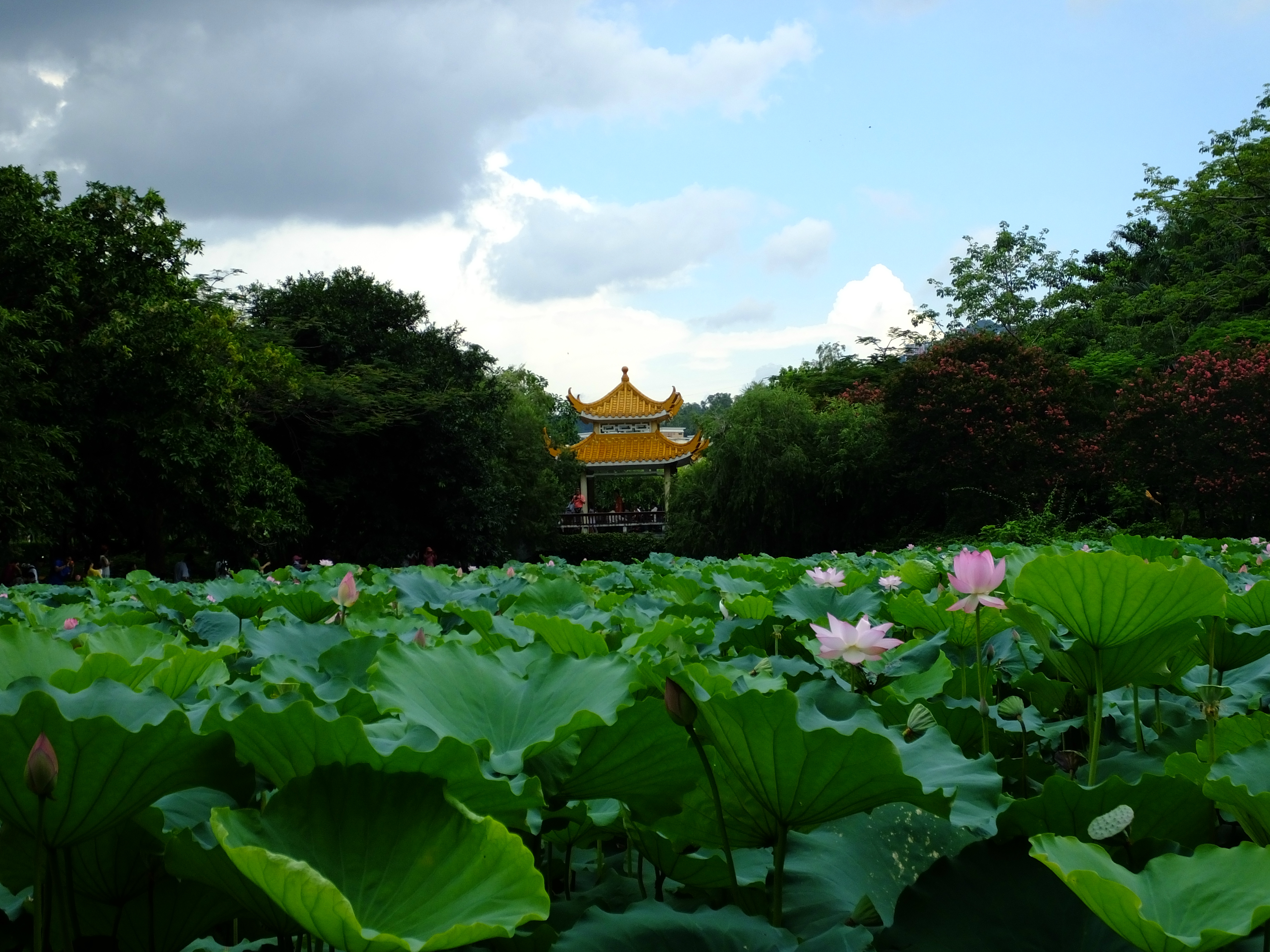
六月的洪湖公园荷花满池

每年六月会有荷花展在此举办，展出来自世界各地的不同品种的荷花。

### 桥梁
- 渡逸桥
- 芙蓉桥
- 流溪桥
- 弄月桥
- 藕断桥
- 清莲桥
- 吟风桥

### 水池
- 映日潭

### 岛屿
- 东灵岛
- 荷仙岛
- 西秀岛

### 亭
- 晨曦亭
- 芙蓉亭
- 荷翰亭
- 两宜亭
- 流霞亭

### 其他
- 品荷园
- 掬水台
- 荷花展览馆
- 咏荷碑廊
- 操场
- 烧烤位置
- 游泳池

## 画廊

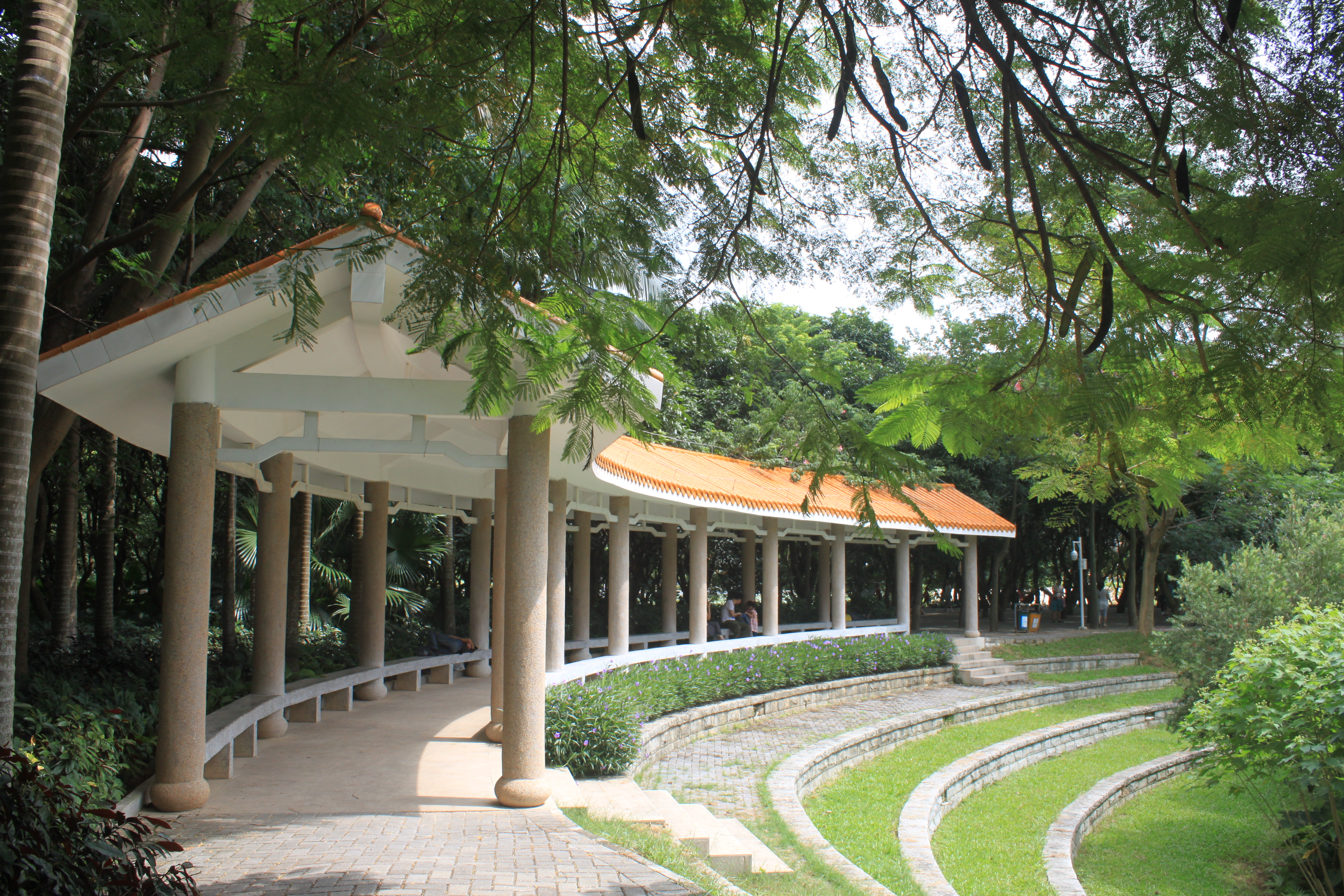
公园回廊
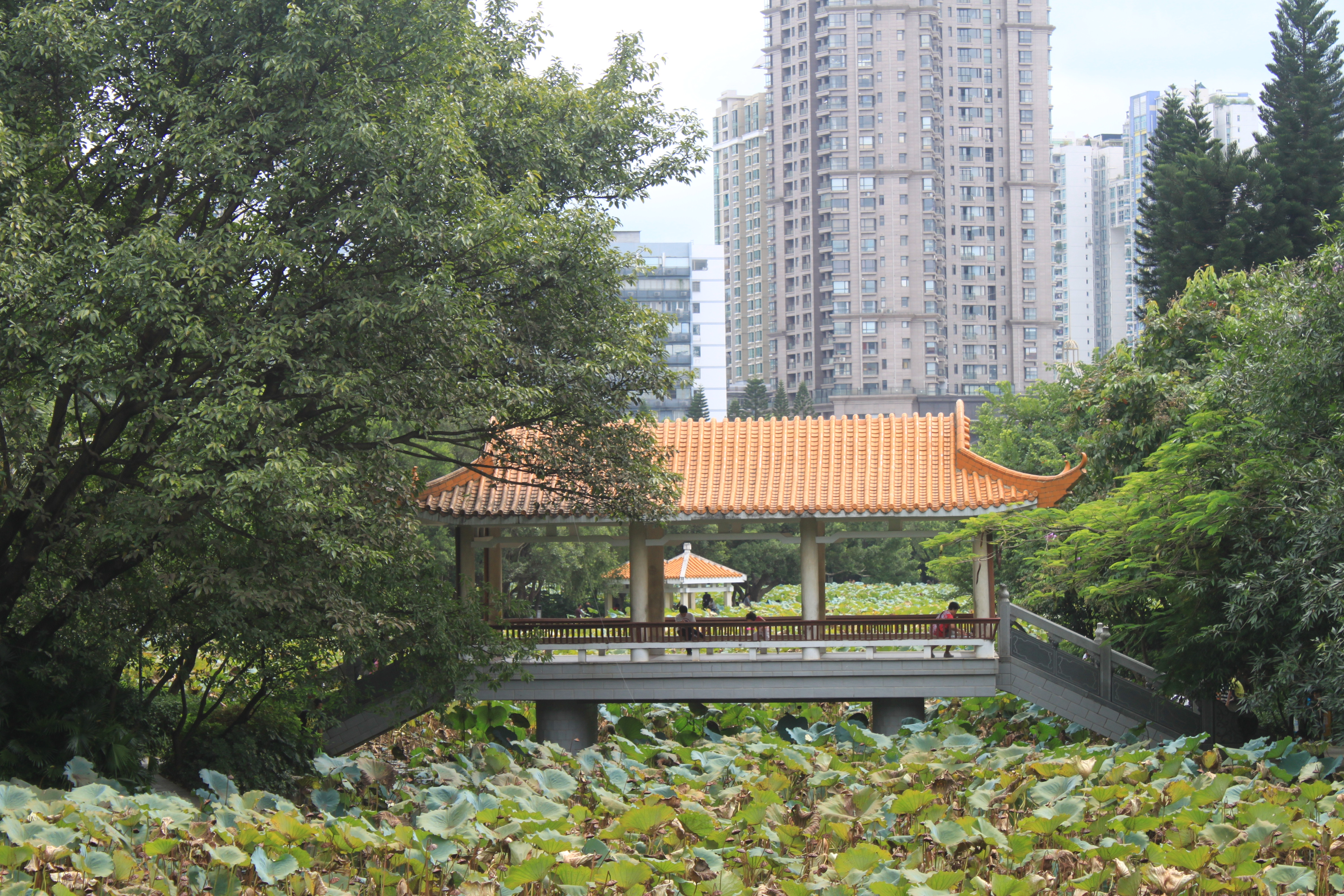
公园桥梁
女性雕塑
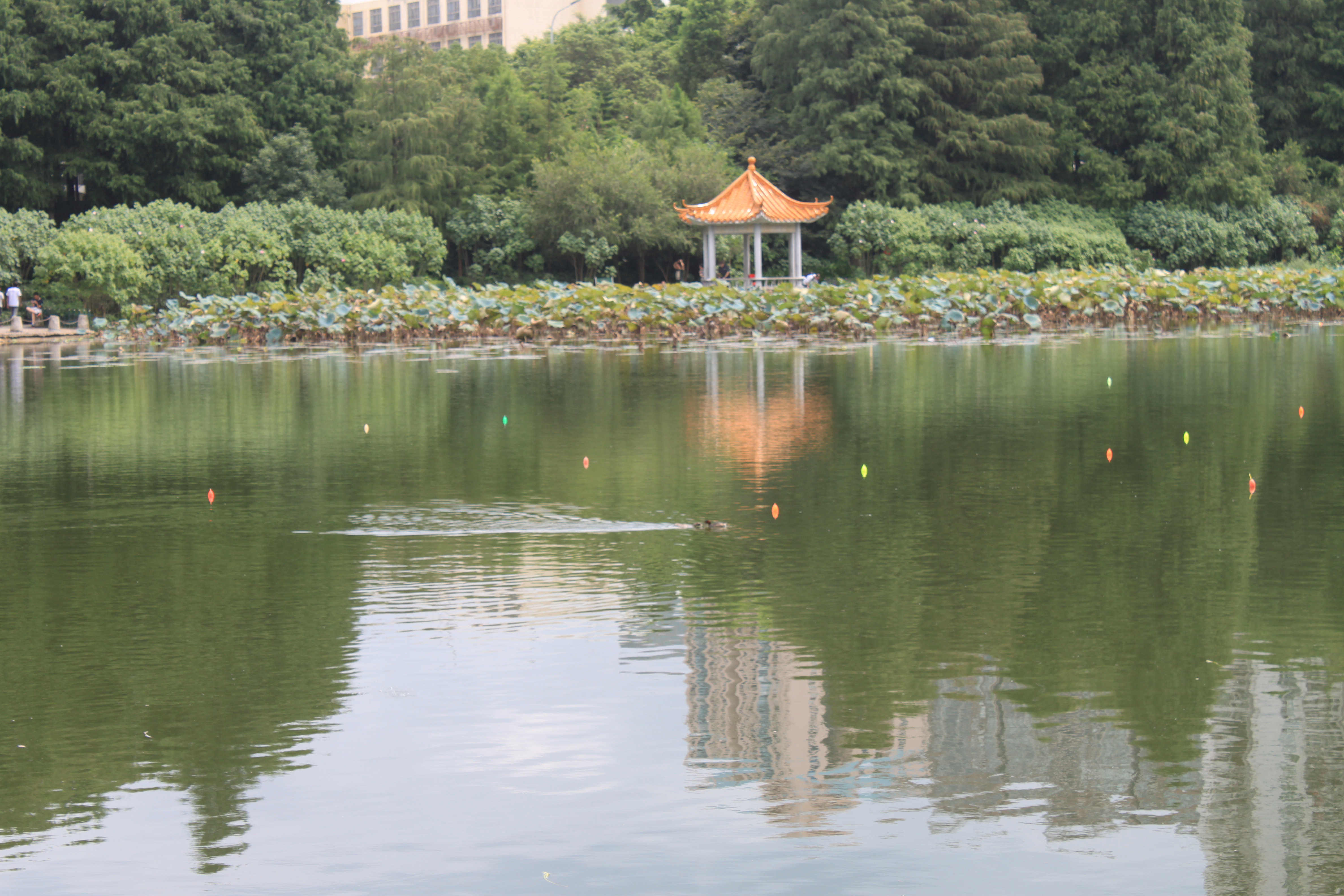
一支水鸟在觅食

## 接驳交通
可乘坐深圳公交23路、27路、213路、206路、300路、303路、312路、315路、357路等坐达洪湖公园站下车。或乘坐深圳地铁七号线到达洪湖站于D出口下车。